# Барьерная зона

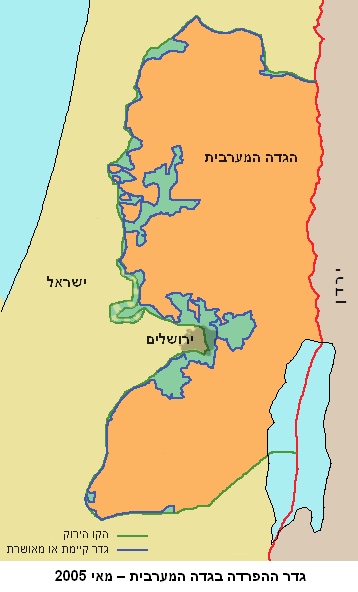
Утвержденная линия разделительного барьера по состоянию на май 2005 года

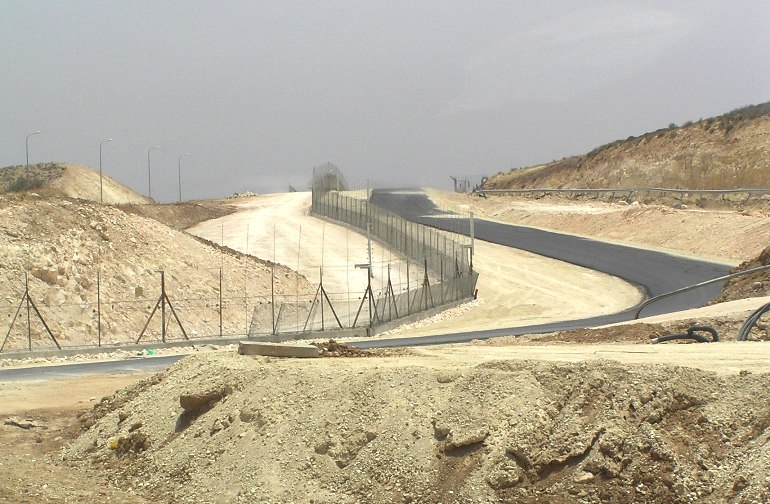
Разделительное ограждение на юге горы Хеврон

Барьерная зона (ивр. מרחב התפר‎) — израильский план по защите безопасности государства Израиль, основанный на военном присутствии и создании препятствий в районе линии разграничения с палестинцами. Барьерная зона — это буферная территория рядом с зеленой линией, Иерусалимом и его окрестностями, а также кварталами поселений, расположенными рядом с ним.

## Описание
Программа «Барьерная зона» призвана уменьшить проникновение угроз с территории Палестинской автономии на территорию Израиля, количество которых увеличилось с момента начала второй интифады в сентябре 2000 года, в связи с активизацией явления террористов-смертников. Эти опасности связаны с обширной и многочисленной группой нелегальных рабочих, насчитывающей десятки тысяч палестинцев, которые ежедневно незаконно переезжают с территорий Палестинской администрации на израильские территории в целях заработка.
Программа «Барьерная зона» включает в себя несколько элементов безопасности:
- Строительство разделительного барьера по линии разграничения в соответствии с соображениями безопасности. Этот забор известен как «Израильский разделительный забор» и является основной частью плана. Разделительное ограждение уже завершено в северной части линии стыка и в настоящее время строится в Иерусалиме и в центре.
- Развертывание сил пограничной полиции и Армии обороны Израиля для патрулирования в районе линии разграничения.
- Создание сети контрольно-пропускных пунктов и блокпостов («КПП») с целью контроля за передвижением палестинцев и предотвращения свободного передвижения террористов и заминированных автомобилей.
- Установка фронтальных заграждений безопасности для затруднения проникновения террористов как за «зеленую линию», так и в израильские населенные пункты за её пределами (израильские поселения).

## Сторонники и противники
Сторонники разделительного барьера утверждают, что до сих пор этот план был очень успешным и спасал человеческие жизни, несмотря на большую международную критику в его адрес, и достиг большинства своих целей. Они представляют статистические данные, которые перекрёстно подтверждают эффективность забора: они утверждают, что количество нападений уменьшилось там, где забор был возведен, и, кроме того, некоторые утверждают, что само строительство забора побуждает Палестинскую администрацию к политической гибкости.
Противники делятся на две части:
1. Активисты левого толка, которые видят в ограждении неоправданный вред палестинскому населению и утверждают, что экспроприация земли с целью строительства ограждения, а также создание изоляции между жителями района разграничения и остальной частью Иудеи и Самарии, и не являются оправданными действиями, так как согласно им нет необходимости строить забор именно на территории Палестинской автономии, а нужно строить его по траектории зелёной линии. Есть те, кто выступает против забора, например, группа «анархисты против стены», которые время от времени посещают места, где строится забор, и участвуют в протестах палестинцев против него. Насилие часто применяется во время демонстраций, например: протестующий в Бильине погиб от отравления слезоточивым газом, спикер организации Бецелем был ранен резиновой пулей в деревне Наби-Салех и с другой стороны солдат потерял глаз в одном из бросков камня. Активисты организации «Им тирцу» утверждали, что левые активисты подстрекают палестинцев к восстанию против военнослужащих Армии обороны Израиля. Левые активисты, участвовавшие в демонстрации, отрицали это и утверждали, что насилие совершается армией.
2. Правые видят в этом подготовку к эвакуации евреев из Иудеи и Самарии без принятия такого решения. Утверждения правых заключаются в том, что забор не эффективен, а также в том, что большинство террористов пойманы в своих городах благодаря разведданным, а не физически по пути к атаке. По их словам, возведение забора ослабляет контроль Армии обороны Израиля над палестинскими городами, а в случае отхода даже серьёзно повредит разведке, так часть территорий будет разделена. Что касается заявлений о поимке террористов около стены, то они утверждают, что это произошло только из-за многочисленных сил, патрулирующих возле стены, а не из-за самого барьера.